# Aristida hubbardiana
Aristida hubbardiana är en gräsart som beskrevs av Herold Georg Wilhelm Johannes Schweickerdt. Aristida hubbardiana ingår i släktet Aristida och familjen gräs.
Artens utbredningsområde är Namibia. Inga underarter finns listade i Catalogue of Life.